# سانت كاثرينز
سانت كاثرين، أونتاريو (بالإنجليزية: St. Catharines)‏ هي مدينة كندية تقع في مقاطعة أونتاريو. تبلغ مساحة هذه المدينة 96.1109 (كم²)، ويبلغ عدد سكانها 131989 نسمة حسب إحصاء سنة 2006 م، بينما كان يسكنها 129170 نسمة في سنة 2001 م. تحتل هذه المدينة المرتبة رقم 33 بين مدن كندا حسب عدد السكان والمرتبة رقم 16 في المقاطعة. نما عدد السكان في هذه المدينة بنسبة (2.2) بين العامين المذكورين.
وهي أكبر مدينة في منطقة نياجرا في كندا وسادس أكبر منطقة حضرية في أونتاريو، (في تعداد 2011 بلغ عدد السكان 131,400، سكان المدينة الكبرى 392,184) مع مساحة 96,11 كيلومترا مربعا من الأراضي. وتقع في جنوب أونتاريو على بعد 51 كيلومترا (32 ميل) إلى الجنوب من تورنتو عبر بحيرة أونتاريو، وهي على بعد 19 كيلومترا (12 ميل) من الحدود الدولية مع الولايات المتحدة على طول نهر نياغارا. وهي المدخل الشمالي لقناة ويلاند. وتعرف سكانها بسام سانت كاثرينرز.
تيحمل سانت كاثارينز لقبها الرسمي «مدينة الحدائق» نظرا لوجود 1000 فدان بها (4 km2) من الحدائق والمتنزهات والممرات.
تقع سانت كاثارينز في منطقة للتجارة بما أنها تقع بين منطقة تورنتو الكبرى (GTA)، وفورت إيري، وحدود الولايات المتحدة. التصنيع هو التجارة المسيطرة على المدينة، كما يلاحظ من الشعار، «الصناعة والتسامح». جنرال موتورز الكندية المحدودة، التابعة لشركة جنرال موتورز، وتعمل على مصنعين في المدينة (تم اغلاق مصنع واحد جزئيا في عام 2010) وحتى وقت قريب كان أكبر مقر عمل في المدينة، قبل أن يحتل المركز الآن مجلس مدارس مقاطعة نياغارا. تعمل TRW على مصنع في المدينة، على الرغم من أن فرص العمل في السنوات الأخيرة تحولت من الصناعات الثقيلة والتحويلية إلى الخدمات.
تقع سانت كاثارينز على واحدة من الأعمدة الفقرية للاتصالات السلكية واللاسلكية الرئيسية بين كندا والولايات المتحدة، ونتيجة لهذا فعدد من مراكز الاتصال تعمل في المدينة.

## أعلام
- ليندا إيفانجيليستا
- ويليام إليوت
- نيل كامبل
- تيم هورتون
- فريدريك ألان إيكمان
- برايان بيلوز
- فرانك ديكسون
- شون سبيرز
- دالاس غرين
- ستيف باور

## وصلات خارجية
- الأطلس الحكومي لكندا
- إحصاءات كندا مع ساعة تعداد السكان